# ヨージェフ・アシュボード
ヨージェフ・アシュボード（József Asbóth, ハンガリー語: Asbóth József, 1917年9月18日 - 1986年9月22日）は、ハンガリー・ソンバトヘイ出身の男子テニス選手。1947年の全仏選手権男子シングルス優勝者で、当地のテニス選手として最初の4大大会優勝者になった人である。彼は第2次世界大戦をはさむ時期に、1938年から1957年まで男子テニス国別対抗戦・デビスカップのハンガリー代表選手として活動した。キャリアを通じて、全仏選手権をはじめとする赤土のクレーコートを最も得意にした選手である。

## 来歴
アシュボードは1938年5月、デビスカップの対ドイツ戦でハンガリー代表入りした。デビュー戦では、ダブルスでアシュボードとジェルジェ・ダロシュ（Gyorgy Dallos）がペアを組み、「ヨーロッパ・ゾーン」準々決勝の第3試合でヘンナー・ヘンケルとゲオルグ・フォン・メタクサの組に敗れた。翌1939年5月のデ杯ヨーロッパ・ゾーンでは、ハンガリーは2回戦でユーゴスラビアに1勝4敗で敗れたが、アシュボードがシングルス第1試合で、当時の世界ランキング4位だったフラニョ・プンチェツを破る勝利を挙げた。デ杯直後の全仏選手権で4大大会にデビューし、この時はヘンリー・ビリントン（イギリス、ティム・ヘンマンの祖父）との3回戦まで勝ち進んだ。 第2次世界大戦の戦火が迫ってきたため、この全仏選手権は男女とも出場選手が非常に少なく、男子シングルスは55名の選手による6回戦制で実施された。戦時中、アシュボードはハンガリーの軍隊に勤務した。
1947年の全仏選手権は、ヨージェフ・アシュボードが終戦後初めて参加した4大大会であった。終戦により、選手権の参加人数は再び増えて、1947年の男子シングルスは85名の選手による7回戦制で実施された。第5シードのアシュボードは、準々決勝で地元フランスのイボン・ペトラ（1946年ウィンブルドン選手権優勝者）、準決勝で第1シードのトム・ブラウン（アメリカ）を破って勝ち進み、初進出の決勝で第7シードのエリック・スタージェス（南アフリカ）と顔を合わせた。アシュボードはスタージェスを 8-6, 7-5, 6-4 のストレートで破り、ハンガリーのテニス選手として最初の4大大会シングルス優勝者になった。現在に至るまで、4大大会の男子シングルスを制したハンガリー人選手はアシュボード1人だけである（同国出身の女子シングルス優勝者は、1958年全仏選手権で優勝したジュジャ・ケルメツィ1人である）。初出場となったウィンブルドン選手権では、アシュボードは3回戦で止まった。
終戦後共産主義国家となったハンガリーは、1948年までデビスカップに復帰できなかった。この年、アシュボードもデ杯代表選手に復帰し、ハンガリーは「ヨーロッパ・ゾーン」準々決勝の対スウェーデン戦まで勝ち進んだ。大会前年優勝者として臨んだ全仏選手権では、第2シードのアシュボードは初戦で不覚を取ったが、ウィンブルドン選手権でハンガリー男子選手初のベスト4進出を達成した。初めてのウィンブルドン準決勝で、アシュボードは第2シードのジョン・ブロムウィッチ（オーストラリア）に 3-6, 12-14, 2-6 のストレートで敗れた。これも今なお、ハンガリー人選手のウィンブルドン男子シングルス最高成績として残っている。
アシュボードのテニス経歴には、ところどころでブランクがあるが、その後1954年から1957年まで全仏選手権のみに出場し、1957年の全仏選手権とデビスカップを最後に、アマチュアのテニス・トーナメントから引退した。第2次世界大戦の後、アシュボードは1947年全仏選手権を含む10大会でシングルス優勝を果たし、1958年からテニスのティーチング・プロになった。ハンガリーのスポーツ史に大きな歴史を刻んだヨージェフ・アシュボードは、1986年9月22日に西ドイツ・ミュンヘンにて69歳と4日の生涯を終えた。

## 主な成績
- グランドスラム大会 全仏選手権優勝：1947年/ウィンブルドン・ベスト4：1948年 ［ともにハンガリー男子選手初］
- デビスカップ 通算24勝17敗（シングルス18勝12敗・ダブルス6勝5敗）